# Забор (сериал)
Забор (исп. La valla) — испанский антиутопический драматический телесериал. Вышел 10 сентября 2020 года на канале Netflix.

## Содержание
Испания, 2045 год. Растущая нехватка природных ресурсов превратила западные демократии в диктаторские режимы, которые оправдывают отсутствие свобод обещанием обеспечить выживание граждан. В Испании, в том же духе, господствует диктатура правительства. В то время как жизнь в сельских районах становится невозможной, столица была разделена на две жестко изолированных зоны: сектор 1 (правительственный и привилегированный) и сектор 2 (остальные). Единственный способ перейти из одной зоны в другую — это пересечь железный забор, разделяющее их, для чего требуется нормативная безопасность. Это отправная точка истории, которая приведет нас к встрече с Джулией (Оливия Молина), Уго (Унакс Угальде) и Эмилей (Анхела Молина): семьёй, которая изо всех сил пытается вернуть маленькую Марту (Лаура Кирос) из рук правительства. История выживания, предательств, великих секретов, в которых преступления будут преследовать своих главных героев.

## В ролях
- Унакс Угальде — Уго Мухика
- Оливия Молина — Джулия Перес Новаль / Сара Перес Новаль
- Элеонора Векслер — Альма Лопес-Дюран
- Абель Фолк — Луис Коваррубиас
- Анхела Молина — Эмилия Новаль

## Сезоны и эпизоды
| Сезон | Сезон | Серий | Премьера         | Окончание | Аудитория  | Аудитория | Аудитория |
| Сезон | Сезон | Серий | Премьера         | Окончание | Зрителей   | Квота     |           |
| ----- | ----- | ----- | ---------------- | --------- | ---------- | --------- | --------- |
|       | 1     | 13    | 10 сентября 2020 | ¿?        | 1 749 000* | 14,0%*    |           |